# Distrito electoral de Salt Creek (condado de Cass, Nebraska)
Salt Creek (en inglés: Salt Creek Precinct) es un distrito electoral ubicado en el condado de Cass en el estado estadounidense de Nebraska. En el Censo de 2010 tenía una población de 850 habitantes y una densidad poblacional de 13,74 personas por km².

## Geografía
Salt Creek se encuentra ubicado en las coordenadas 40°59′30″N 96°24′5″O / 40.99167, -96.40139. Según la Oficina del Censo de los Estados Unidos, Salt Creek tiene una superficie total de 61.86 km², de la cual 61.32 km² corresponden a tierra firme y (0.87%) 0.54 km² es agua.

## Demografía
Según el censo de 2010, había 850 personas residiendo en Salt Creek. La densidad de población era de 13,74 hab./km². De los 850 habitantes, Salt Creek estaba compuesto por el 96.35% blancos, el 0.12% eran afroamericanos, el 0.24% eran amerindios, el 0.24% eran asiáticos, el 0% eran isleños del Pacífico, el 0.82% eran de otras razas y el 2.24% pertenecían a dos o más razas. Del total de la población el 2% eran hispanos o latinos de cualquier raza.